# Oriol argentat
L'oriol argentat (Oriolus mellianus) és un ocell de la família dels oriòlids (Oriolidae).

## Hàbitat i distribució
Habita els boscos de les muntanyes fins als 1450 m de lsud i centre de la Xina, al nord de Kwantung, Kwangsi i Szechwan.